# Karl Heun
Karl Heun (Wiesbaden, 3 de abril de 1859 — Karlsruhe, 10 de janeiro de 1929) foi um matemático alemão.